# نهر بورينا
نهر بورينا هو نهر في كاليدونيا الجديدة جنوب غرب المحيط الهادئ، تبلغ مساحته 98 كيلومترًا مربعًا. 

## أنظر أيضا
- قائمة أنهار كاليدونيا الجديدة